# إميلي الساكسونية
إميليه الساكسونية (27 يوليو 1516 – 9 أبريل 1591)؛ كانت مرغرافين براندنبورغ-أنسباخ بصفتها الزوجة الثالثة للمرغريف غيورغ التقي، وبما أن زوجتيه السابقتين توفيتا قبل الانفراد في الحكم، فقد كانت الوحيدة التي حملت لقب مرغرافين.

## الحياة
كانت إميليه ابنة هاينريش الرابع دوق ساكسونيا وزوجته كاترينا المكلنبورغية، وبالتالي هي فرد من أسرة فتين، وفي 25 أغسطس 1533 تزوجت من المرغريف غيورغ، الأكبر منها سناً بكثير، والذي أصبح لاحقاً مرغريف براندنبورغ-أنسباخ، وقد تم الاعتراف به كدوق في سيليزيا، كما كان يدير براندنبورغ-كولمباخ نيابة عن ألبريشت ابن أخيه المتوفى كازيمير، وقد أثمر هذا الزواج عن وريث طالما انتظره: غيورغ فريدرش، الذي أصبح لاحقاً مرغريف براندنبورغ-أنسباخ وأيضا أصبح خليفة ابن عمه، بعد وفاة زوجها عام 1543 أصبحت إميلي الوصية على ابنها القاصر غيورغ فريدرش حتى عام 1556، وقد وفرت له تعليماً عميقاً وإنسانياً، ومع ذلك كانت تدير الوصاية في براندنبورغ-أنسباخ بشكل مناصف مع ناخبو ساكسونيا وناخبو براندنبورغ ولاندغراف هسن فيليب الأول، وُصفت إميليه بأنها حكيمة وفاضلة ومتدينة، وكانت لوثرية متشددة وعارضت الكاثوليكية بشدة في أراضي زوجها وابنها. وفي سنواتها الأخيرة تقاعدت إلى ص الخاص بها.

## الأبناء
أنجبت له:
- صوفي (23 مارس 1535 – 12 فبراير 1587)؛ تزوجت من هاينريش دوق ليغنيتسا الحادي عشر، لهما ذرية.
- باربارا (17 يونيو 1536 – يونيو 1591).
- دوروثي كاثرين (1538–1604)؛ تزوجت من هاينريش الخامس البلاوني بورغريف مايسن، لهما أبناء توفوا صغار.
- غيورغ فريدرش مرغريف براندنبورغ-أنسباخ (1539–1603)؛ خليفته، ووصيًا على دوقية بروسيا، تزوج مرتين وليس لديه أبناء.